# Vincenzo Dimech
Vincenzo Dimech (ur. 1768, zm. 1831) – maltański rzeźbiarz. Jest najbardziej znany ze swoich rzeźb religijnych, m.in. tytularnych figur procesyjnych kościołów w Gudja oraz Florianie. Wykonał również pomniki i elementy architektoniczne w Valletcie i na Korfu.

## Biografia
Vincenzo Dimech urodził się w Valletcie na Malcie 29 czerwca 1768, był synem Francesco Dimecha, również rzeźbiarza, i jego żony Siniforosy née Pace. Ochrzczony został w bazylice Porto Salvo. W młodym wieku szkolił się w warsztacie swojego ojca, ucząc się projektowania i rzeźby. Później studiował w Scuola delle Belle Arte w Neapolu. Był kuzynem innego znanego rzeźbiarza maltańskiego Mariano Gerady.
Około roku 1806 został profesorem architektury i rzeźby w School of Design University of Malta. Wykonał wiele posągów religijnych, pomników oraz innych rzeźb, wiele z nich w maltańskim wapieniu globigerynowym. Niektóre z jego prac pokazywane były na międzynarodowych wystawach. Jego prace przyciągnęły uwagę władz brytyjskich, i gubernator Thomas Maitland zatrudnił go do wykonania prac rzeźbiarskich w Pałacu św. Michała i św. Jerzego w Korfu.
Vincenzo Dimech poślubił w roku 1802 Saverię Matheę de Marco; mieli syna o imieniu Sigismondo, który był profesorem prawa na Uniwersytecie Maltańskim. Vincenzo zmarł w Valletcie 2 lutego 1831, w wieku 62 lat, i jest pochowany w kościele św. Teresy w Bormli.

## Dorobek artystyczny

### Rzeźby religijne

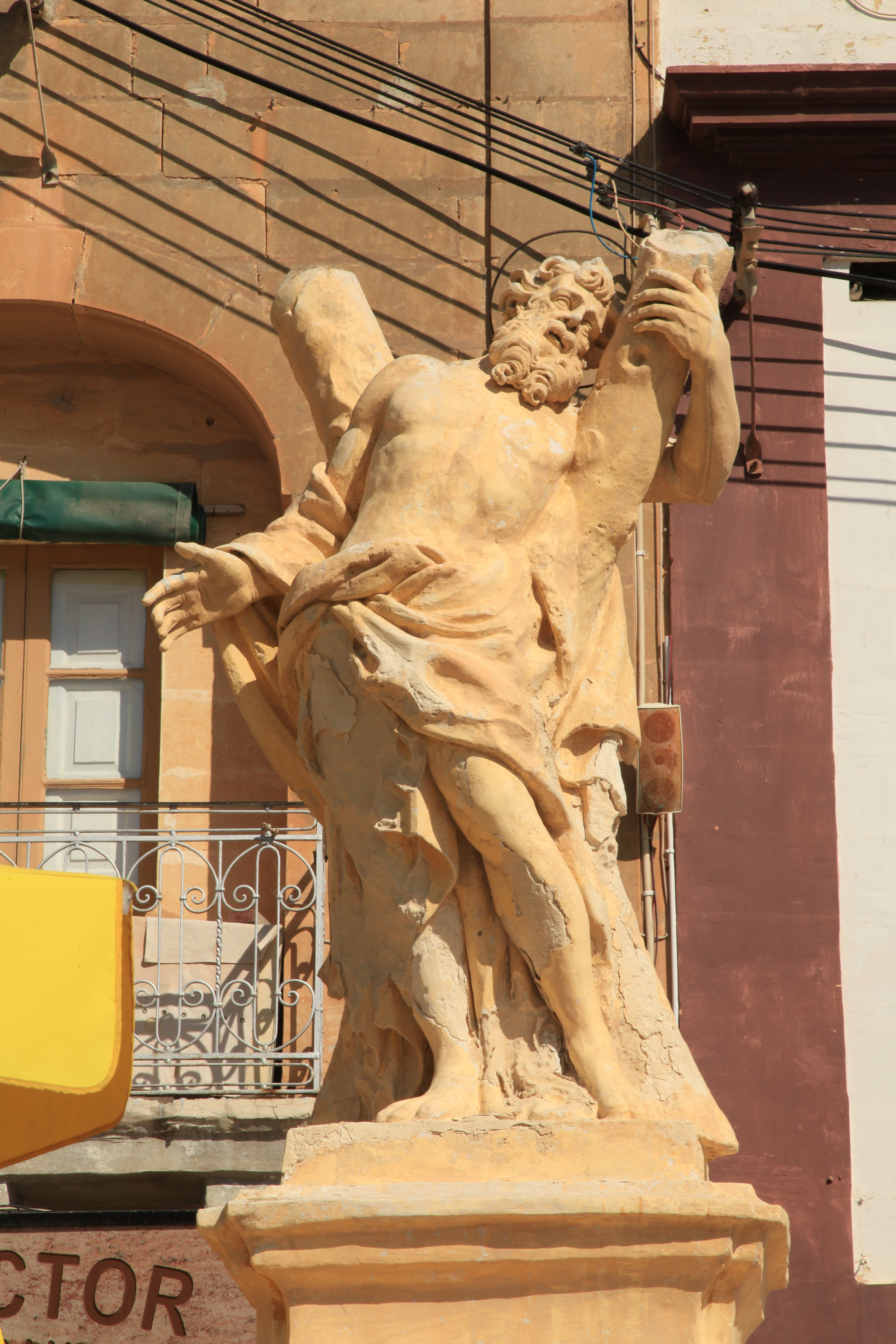
Statua św. Andrzeja, Marsaxlokk (1791)

Vincenzo Dimech znany jest z autorstwa posągów religijnych w różnych kościołach na Malcie. Lista jego prac zawiera posągi wykonane w drewnie, a najciekawsze z nich to:
- grupa figur, przedstawiających chrzest Jezusa przez Jana Chrzciciela, znajdująca się w kościele parafialnym w Moście (1806). Figury pierwotnie znajdowały się w starym kościele w Moście.
- tytularna statua Matki Bożej w kościele parafialnym w Gudja (1807),
- statua św. Publiusza w kościele parafialnym we Florianie (1811),
- statua św. Józefa w kościele parafialnym w Żurrieq. Istnieje przekaz, że statuę tę rozpoczął rzeźbić Mariano Gerada, lecz jej nie ukończył z powodu niespodziewanej śmierci. Pracę dokończył Dimech ok. roku 1825.
- statua św. Józefa w bazylice w Birkirkara (1826).

Dimech wykonał również wiele rzeźb religijnych w kamieniu, między innymi:
- statuę św. Andrzeja w Marsaxlokk (1791)[4],
- marmurową statuę Madonny z Dzieciątkiem, znaną jako il-Madonna tan-Nofs w Isli (1814)[1][5],
- statuę św. Eliasza przed kościołem św. Teresy w Bormli (1818)[1][6].

### Pomniki i inne prace świeckie

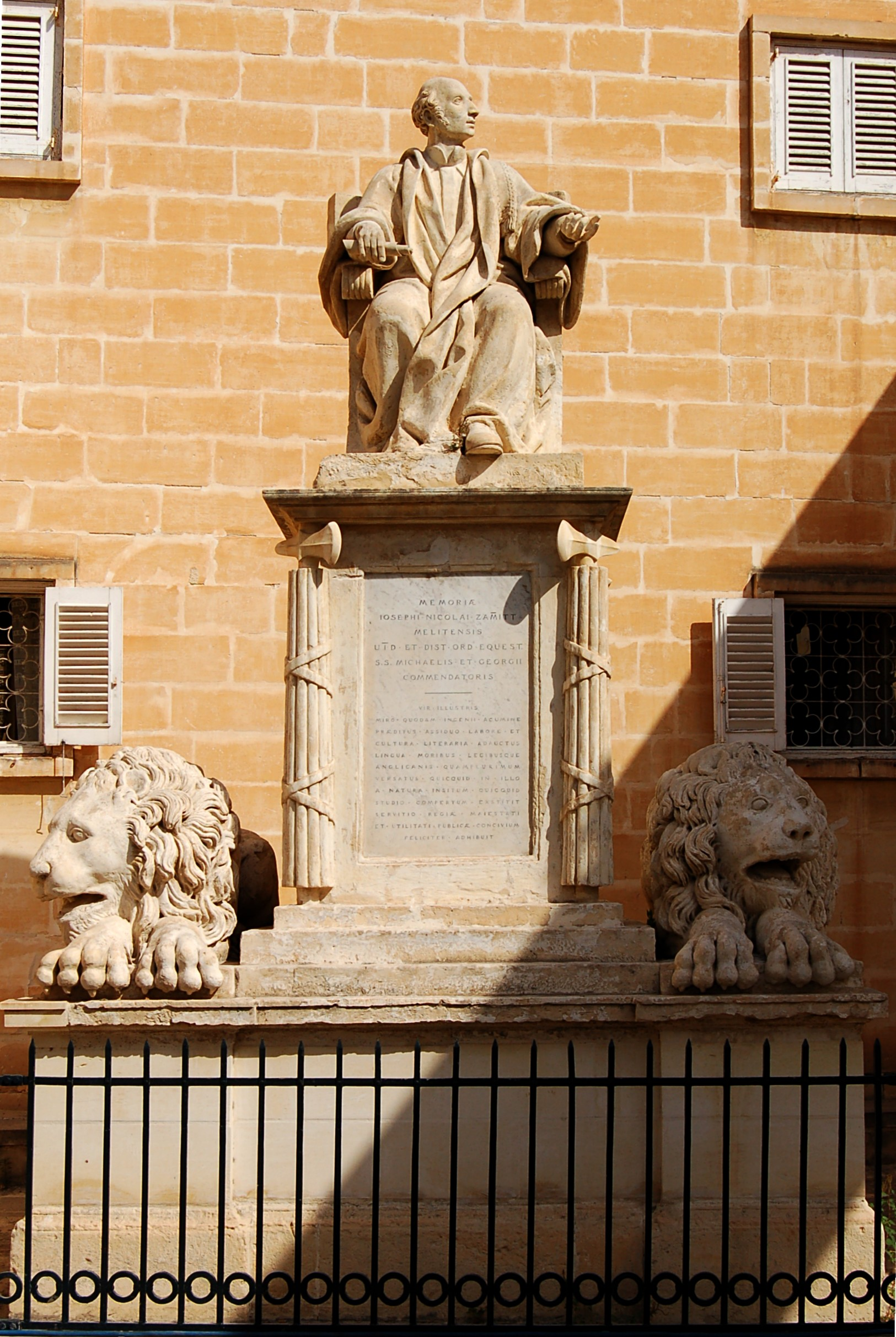
Pomnik Josepha Nicholasa Zammita, Upper Barrakka Gardens, Valletta (1824)

W roku 1810 Dimech wykonał prace rzeźbiarskie przy pomniku Aleksandra Balla w Lower Barrakka Gardens. Były to cztery alegoryczne figury, przedstawiające Wojnę, Roztropność, Sprawiedliwość oraz Nieśmiertelność. Sam monument został prawdopodobnie zaprojektowany przez Giorgia Pullicino, kolegę Dimecha z uniwersytetu.
Wyrzeźbienie herbów Wielkiej Brytanii, które były instalowane na różnych budynkach publicznych podczas początkowych lat brytyjskich rządów na Malcie, jest zazwyczaj przypisywane Vincenzo Dimechowi. Odnosi się to do herbów znajdujących się nad portykiem Main Guard w Valletcie, na dziedzińcu Neptuna w Pałacu Wielkich Mistrzów, nad wejściem do starego Uniwersytetu, oraz tych, które były na, dziś zburzonych, Porta Reale i Porta Marina.
Dimech pracował również nad rzeźbami w Pałacu św. Michała i św. Jerzego w Korfu, którego budowę rozpoczęto w roku 1819. Pałac ten powstał z wapienia maltańskiego, i przy wykorzystaniu maltańskiej siły roboczej. Rzeźby na zewnątrz oraz wewnątrz pałacu wykonane zostały przez Vincenzo Dimecha, na równi z jego dalszym kuzynem Ferdinando Dimechem, oraz greckim rzeźbiarzem Pavlosem Prosalentisem.
W roku 1824 Dimech wygrał konkurs na projekt pomnika sędziego sir Josepha Nicholasa Zammita w Upper Barrakka Gardens. Był to prawdopodobnie pierwszy publiczny konkurs na wykonanie pomnika, ogłoszony na Malcie. Pomnik składa się z rzeźby Zammita, siedzącego na krześle kurulnym, ustawionej na wysokim postumencie udekorowanym rózgami liktorskimi. Dwa kamienne lwy, wyrzeźbione przez Ferdinando Dimecha, ustawione są po bokach postumentu. Ta monumentalna statua uważana jest za jedną z najlepszych prac Dimecha.